# Hemibrycon tridens
Hemibrycon tridens är en fiskart som beskrevs av Eigenmann 1922. Hemibrycon tridens ingår i släktet Hemibrycon och familjen Characidae. IUCN kategoriserar arten globalt som livskraftig. Inga underarter finns listade i Catalogue of Life.